# Рајнаберг
Рајнаберг (њем. Rheinberg) град је у њемачкој савезној држави Северна Рајна-Вестфалија. Једно је од 12 општинских средишта округа Везел. Према процјени из 2010. у граду је живјело 31.943 становника. Посједује регионалну шифру (AGS) 5170032, NUTS (DEA1F) и LOCODE (DE RHB) код.

## Географски и демографски подаци
Рајнаберг се налази у савезној држави Северна Рајна-Вестфалија у округу Везел. Град се налази на надморској висини од 20 метара. Површина општине износи 75,2 km². У самом граду је, према процјени из 2010. године, живјело 31.943 становника. Просјечна густина становништва износи 425 становника/km².

## Међународна сарадња
| Мјесто | Држава    | Врста сарадње | Од    |
| ------ | --------- | ------------- | ----- |
|        | Француска | партнерство   | 1993. |
| Извор  |           |               |       |